# J'avais deux amis
Singles de Eddy Mitchell
Everything All Right
(1965) Caldonia
(1965)
J'avais deux amis est une chanson d'Eddy Mitchell, extraite de l'album, de 1965, Du rock 'n' roll au rhythm 'n' blues. Adaptation française du titre St. James Infirmary (rendu célèbre par Louis Armstrong, en 1928), par laquelle Eddy Mitchell, sur un texte de Jacques Chaumelle, évoque la mort tragique de deux pionniers du rock 'n' roll aux États-Unis, Buddy Holly et Eddie Cochran, auquel il rend hommage.

## Histoire
2 février 1959. Buddy Holly, Ritchie Valens, Big Hopper et le groupe Dion and the Belmonts, dans le cadre la tournée Winter Dance Party, sont en représentation à Clear Lake dans l'Iowa. Après le concert, Holly, Valens et Hopper embarquent dans un avion qui doit les transporter à Fargo dans le Dakota du Nord... L'appareil s'écrase peu après le décollage (le 3 février 1959 à 0 h 50), tous sont tués - ce jour tragique est connu sous le nom de The Day the Music Died (Le jour où la musique est morte).
« Un avion surgissant de l'ombre, s'est écrasé dans un bruit d'enfer. Un avion surgissant de l'ombre m'a privé de Buddy à tout jamais... »
16 avril 1960. Un pneu du taxi, qui conduit, de Bristol à l'aéroport de Londres, Eddie Cochran accompagné de sa fiancée, Sharon Sheeley et du chanteur Gene Vincent, éclate et le véhicule heurte violemment un réverbère. Sharon Sheeley a le bassin fracturé, Gène Vincent la clavicule et les cotes cassées ; plus gravement blessé, Eddie Cochran meurt à l'hôpital le lendemain.
« Un taxi aux portes de Londres, dérapant sur la chaussée mouillée, un taxi aux portes de Londres m'a fait perdre Eddie à tout jamais... »
Lorsqu'ils trouvent la mort, Buddy Holly est âgé de 22 ans, Eddie Cochran de 21.
« Le néon s'est éteint trop vite et sur eux le rideau est tombé, d'autres noms maintenant s'inscrivent mais moi, je ne les oublierais jamais. Hier encore j'avais deux amis, Le premier s'appelait Buddy, [...], Et l'autre s'appelait Eddie. »
(paroles : Jacques Chaumelle)

## Discographie
avril 1965 : 
- super45 tours Barclay 70771[1] : J'ai perdu mon amour, Tu ne peux pas, Si tu n'étais pas mon frère, J'avais deux amis
- 45 tours promo Barclay 60553 : Si tu n'étais pas mon frère, J'avais deux amis
- album Du rock 'n' roll au rhythm 'n' blues

Discographie live :
- 1978 : Palais des sports 77
- 1994 : Retrouvons notre héros Eddy Mitchell à Bercy
- 1995 : Country-rock à l'Olympia

## Eddy Mitchell chante Buddy Holly et Eddie Cochran
- Titres de Buddy Holly chanté par Eddy Mitchell
- Titres d'Eddie Cochran chantés par Eddy Mitchell